# Protea Rupes
La Protea Rupes è una struttura geologica della superficie di Mercurio.